# Квинси Мениг
Квинси Мениг (хол. Queensy Menig; 19. август 1995) холандски је фудбалер.

## Каријера
Мениг је од 2007. наступао за млађе категорије холандског Ајакса, а први професионални уговор са клубом потписао је у јуну 2012. године. За Ајаксов први тим је дебитовао у сезони 2014/15, али је те године углавном носио дрес младог тима који је наступао у другој лиги. У октобру 2014. продужио је уговор са Ајаксом до лета 2019. године. Ајакс га је 2015. послао на позајмицу у Зволе где је две године стандардно наступао у првом рангу, Ередивизији. 
Лета 2017. године потписао је за француски Нант, али је одмах прослеђен на позајмицу у енглески Олдам атлетик. У јануару 2018. се вратио у Зволе на позајмицу до краја сезоне. У септембру 2019. потписао је за Твенте. У сезони 2020/21. у дресу Твентеа је на 32 утакмице у Ередивизији постигао осам голова и забележио две асистенције.
Почетком септембра 2021. године, потписао је трогодишњи уговор са београдским Партизаном. Први гол за Партизан је постигао 16. септембра 2021. на мечу са кипарским Анортозисом у првом колу групне фазе премијерног издања Лиге конференције. Проглашен је за најбољег играча 11. кола Суперлиге Србије за такмичарску 2021/22. након што је забележио две асистенције и постигао гол у победи резултатом 5:0 против суботичког Спартака. Постигао је једини гол за Партизан у првој утакмици плеј-офа за улазак у елиминациону фазу Лиге конференције против Спарте из Прага.
Мениг је у Партизану провео две и по сезоне и током тог периода је наступио на 108 такмичарских утакмица на којима је постигао 22 гола и забележио исто толико асистенција. У фебруару 2024. прешао је у турског прволигаша  Сиваспор.